# Cassie Gainesová
Cassie LaRue Gainesová (9. ledna 1948 Seneca, Missouri, Spojené státy – 20. října 1977 Gillsburg, Mississippi, Spojené státy) byla americká zpěvačka, známá jako členka jižansky rockové skupiny Lynyrd Skynyrd. Byla sestrou Stevea Gainese.
Při havárii letadla 20. října 1977 zahynula. Spolu s ním i další členové skupiny Ronnie Van Zant, a její bratr Steve Gaines.